# Glynn Downey
Melville Glynn Downey (Frankfort, 10 settembre 1915 – Stuart, 30 gennaio 1976) è stato un cestista e allenatore di pallacanestro statunitense, professionista nella NBL.

## Carriera
Giocò per due stagioni nella NBL, disputando complessivamente 37 partite con 5,1 punti di media.